# Eublemma lorna
Eublemma lorna là một loài bướm đêm trong họ Erebidae.